# トキオ・ゲッツ
クロス・マーケティンググループ > トキオ・ゲッツ
株式会社トキオ・ゲッツは、人気エンタテイメントコンテンツを使った企業向けのプロモーションを手掛け、またアニメや映画、音楽などの版権を商品やサービス、アプリ、ゲームなどに活用するための専門エージェンシーとしても活動している日本の企業。
東京都新宿区に本社を置く。グループ親会社のクロス・マーケティンググループは東証プライム市場に上場している。

## 概要
株式会社トキオ・ゲッツは、1998年3月に創業。映画やアニメを中心としたエンタテイメントコンテンツの二次利用権利を活用し、主にBtoB（企業向けのセールスプロモーションや広告代理業）とBtoC（リアルイベントの主催や商品化）事業を国内外で展開している。2023年5月にクロス・マーケティンググループに参画。

## 事業内容
- ライセンシング事業[5]
  - アニメやマンガなどのコンテンツを活用し、企業や商品のセールスプロモーションやブランディングを行う[6]。
- MD/イベント企画開発部門[7]
  - ファンに向けたエンタメコンテンツの商品化[8]や主催イベント[9]を実施。
- マーケティング施策トータルサポート
  - エンタメコラボ施策を実施する際、コラボのみの実施ではなく、キャンペーンや店頭／web告知など、トータルでプランニングを実施[10]。

## 関連会社
- 株式会社クロス・マーケティング
- 株式会社メタサイト
- 株式会社メディリード
- 株式会社ウィズワーク
- エンバイロセルジャパン株式会社
- 株式会社エクスクリエ
- 株式会社パスクリエ
- 株式会社クロス・コミュニケーション
- 株式会社オルタナエクス
- 株式会社クリエイティブリソースインスティチュート
- 株式会社トラフィックス
- 株式会社REECH
- 株式会社クロス・プロップワークス
- ノフレ食品株式会社
- 株式会社MDIU
- Kadence International Business Research Pte.Ltd.
- Kadence International (Thailand) Co., Ltd.
- Kadence International Inc. CHINA
- 株式会社クロスベンチャーズ